# Cortinarius anauensis
Cortinarius anauensis är en svampart som beskrevs av Soop 2001. Cortinarius anauensis ingår i släktet Cortinarius och familjen spindlingar.   Inga underarter finns listade i Catalogue of Life.